# Sjarhej Linh
Sjarhej Linh (* 7. Mai 1937 in Minsk, Belarussische SSR) ist ein belarussischer Politiker.
Sjarhej Linh studierte Agrarwissenschaften und besuchte die Parteihochschule der KPdSU. Danach war er in der Landwirtschaft tätig. Von 1972 bis 1982 war er Leiter der landwirtschaftlichen Abteilung des regionalen Parteikomitees in Minsk. Ab 1982 war er zunächst stellvertretender Vorsitzender und dann Vorsitzender des Obersten Sowjets von Minsk. Von 1986 bis 1990 war er Vorsitzender des Komitees für Preise und stellvertretender Vorsitzender des Komitees für staatliche Planung. 1990 bis 1991 war er Direktor der Agrarabteilung und Sekretär der belarussischen KP. Nach dem Zusammenbruch der Sowjetunion nahm er in der nunmehr unabhängigen Republik Belarus den Posten des stellvertretenden Vorsitzenden des Komitees für staatliche Planung sowie des Staatskomitees für Wirtschaft und Planung ein. Ab 1994 war er Stellvertreter des Ministerpräsidenten Michail Tschyhir. Nach dessen Rücktritt am 18. November 1996 aus Protest gegen den zunehmend autokratischen Herrschaftsstil des Präsidenten Aljaksandr Lukaschenka wurde Linh zunächst geschäftsführender Ministerpräsident und schließlich am 19. Februar 1997 vom Parlament zum neuen Ministerpräsidenten gewählt. Am 18. Februar 2000 wurde Linh durch Uladsimir Jarmoschyn abgelöst. Danach wechselte er als Ständiger Vertreter von Belarus zur UN.